# 和平鸟属
和平鸟科（学名：Irenidae）是鸟纲雀形目中的一个科。其下只有和平鸟属（Irena）一属两种，分布在南亚和菲律宾的热带森林，以当地林冠层的水果，特别是无花果为食。只有雄性有鲜艳的蓝色体羽，而雌性则为暗绿色。

## 分类
- 和平鸟 Irena puella
- 菲律宾和平鸟 Irena cyanogaster